# Nikolas Knoblauch
Nikolas Knoblauch (in Italien auch Nikolas Suppa) (* 17. August 1995 in Schwäbisch Gmünd) ist ein deutsch-italienischer Footballspieler aus Böhmenkirch.

## Werdegang
Knoblauch übte als Jugendlicher zunächst die Sportart Fußball aus und tat dies beim 1. FC Heidenheim und beim VfR Aalen. Im Alter von 17 Jahren wechselte er zum Football und schloss sich den Kuchen Mammuts an. Später spielte er bei den Holzgerlingen Twister.
Der 1,78 Meter große Linebacker, der ein Lehramtsstudium in den Fächern Englisch, Italienisch und Sport aufnahm, wechselte im Vorfeld des Spieljahres 2016 vom Zweitligisten Holzgerlingen zu den Schwäbisch Hall Unicorns in die höchste deutsche Spielklasse, die GFL. In seinem ersten Haller Jahr wurde er mit der Mannschaft deutscher Vizemeister. Im selben Jahr wurde Knoblauch, der die deutsche und die italienische Staatsbürgerschaft besitzt und in Italien auch unter dem Nachnamen Suppa bekannt ist, erstmals in Italiens Nationalmannschaft berufen.

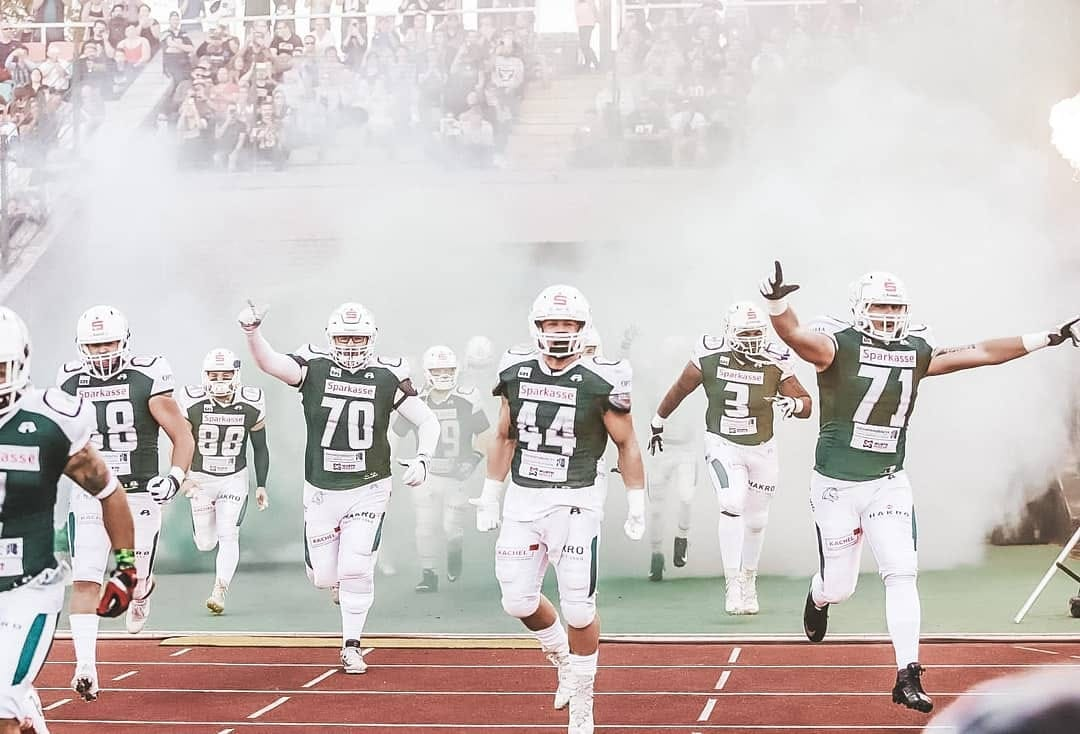
Einlaufen in das Stadion zum German Bowl 2018 in Berlin.

2017 zog er mit Schwäbisch Hall abermals ins Endspiel um die deutsche Meisterschaft ein und sicherte sich mit seinen Mannschaftskameraden den Titel (14:13 gegen die Braunschweig Lions). Zu Beginn der Saison 2018 spielte Knoblauch beim italienischen Erstligisten Ancona Dolphins, im August 2018 kehrte er nach Schwäbisch Hall zurück. Im Oktober 2018 war er im deutschen Meisterschaftsendspiel entscheidend am erneuten Titelgewinn der Haller beteiligt und wurde als bester Spieler der Begegnung ausgezeichnet. 2019 erreichte er mit Schwäbisch Hall die Vizemeisterschaft. Im Herbst 2019 gewann die italienische Nationalmannschaft mit zwei Siegen über Österreich und der Schweiz die Europameisterschaftsqualifikation. Knoblauch alias Suppa verhalf der Nationalmannschaft mit einem Touchdown zum Erfolg. Im November 2019 wurde er von den Milano Seamen als Neuzugang vermeldet. Nachdem die Saison in Italien im Frühjahr 2020 aufgrund der Covid-19-Pandemie abgesagt wurde, zog es ihn zum mehrfachen dänischen Meister, den Triangle Razorbacks, in die Stadt Vejle. In Dänemark wurde Nikolas als bester Verteidigungsspieler 2020 der Triangle Razorbacks und auf der Linebacker-Position als All-Star ausgezeichnet.
Nachdem die Saison in Dänemark einen Tag vor dem Halbfinale abgebrochen worden war, verschlug es ihn nach Schweden zu den Örebro Black Knights. Dort führte er die Liga in Tackles an. Das Spieljahr in Schweden endete mit einer Niederlage nach Verlängerung im Halbfinale. Von November 2020 an stand Knoblauch bei den Badalona Dracs unter Vertrag, mit denen er den spanischen Meistertitel gewann. Anschließend schloss er sich den Stockholm Mean Machines an. Mitte Juli stand Knoblauch im Finale um die schwedische Meisterschaft, doch unterlagen die Mean Machines den Örebro Black Knights. Wenige Tage später wurde Knoblauch während der ersten Saison der European League of Football von der Frankfurt Galaxy unter Cheftrainer Thomas Kösling verpflichtet. Mit der Galaxy gewann Knoblauch das Finale gegen die Hamburg Sea Devils mit 32:30. Knoblauch trug mit vier Tackles in diesem Spiel zum Erfolg bei. Nach Abschluss der ELF-Saison wechselte Knoblauch zu den Oslo Vikings in die norwegische Liga, wo er mit den Vikings den Meistertitel gewann.
Ende Oktober 2021 gewann Knoblauch mit der italienischen Nationalmannschaft die Europameisterschaft. Im Januar 2022 wurde er von den Fuengirola Potros aus der spanischen LNFA Serie A verpflichtet. Für die ELF-Saison 2022 wurde er von Stuttgart Surge unter Vertrag genommen. Auch in den Spielzeiten 2023 und 2024 erhielt Knoblauch einen Vertrag. 2023 zog er mit Stuttgart ins ELF-Endspiel ein, das gegen Rhein Fire verloren wurde.

## Privates
Knoblauchs italienischer Vater Vincenzo Suppa war ebenfalls American-Football-Spieler.